# 弗米利恩鎮區 (愛荷華州阿珀努斯縣)
弗米利恩鎮區（英語：Vermillion Township）是位於美國愛荷華州阿珀努斯縣的一個行政鎮區。

## 地方資料
根據2010年美國人口普查的數據，弗米利恩鎮區的面積為57.10平方千米，當中陸地面積為56.60平方千米，而水域面積為0.50平方千米。當地共有人口808人，而人口密度為每平方千米14.15人。